# 電聯車

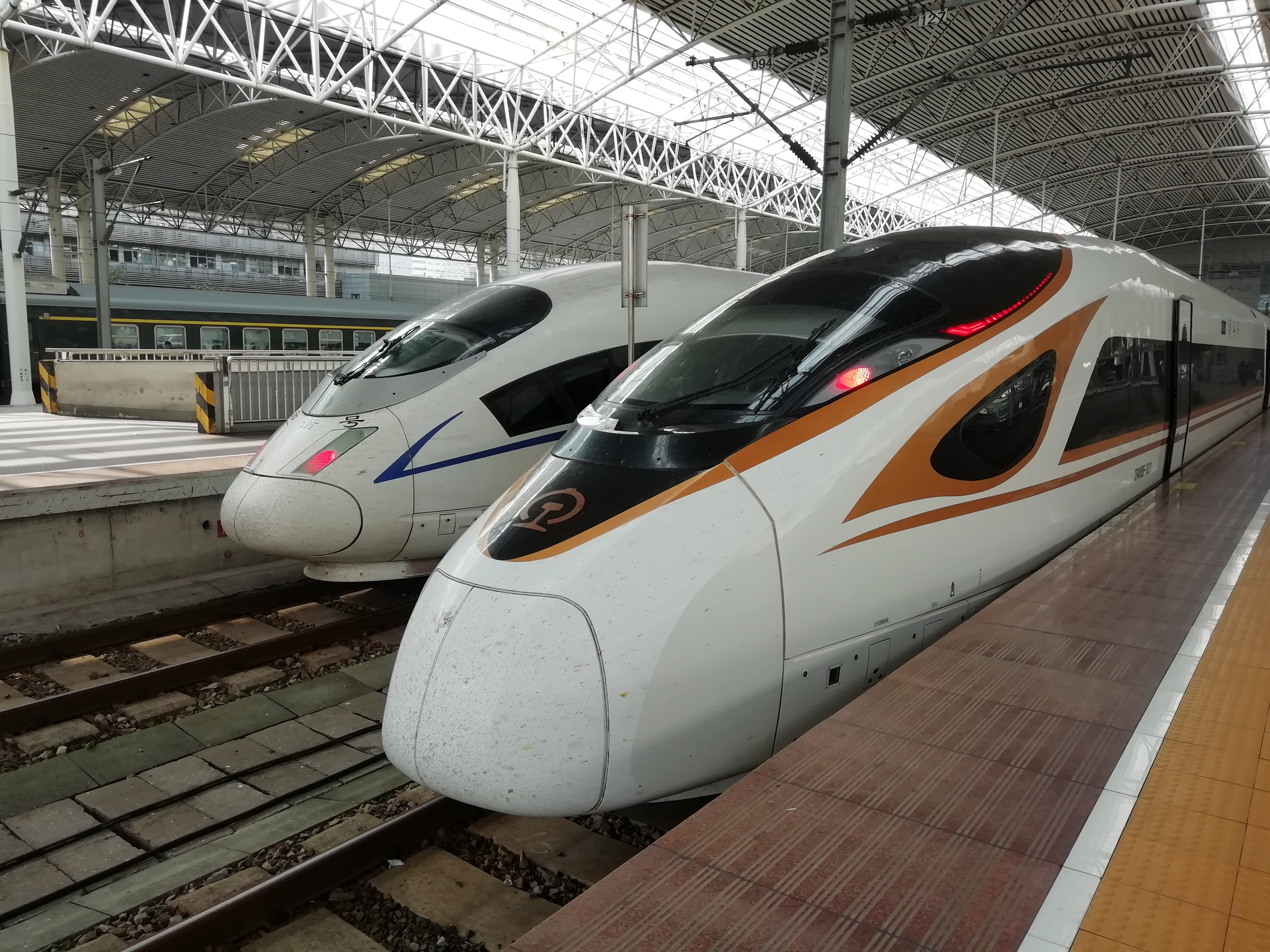
中国铁路的和谐号电力动车组（左）和复兴号电力动车组（右）

，又稱為「電車組」，是指透過集電弓及電車線獲取電力作為動力來源的鐵路車輛。

## 概要
電聯車可分為動力集中式及動力分散式兩類。中國大陸的X2000新時速列車和藍箭列車（只由一輛機車負責整列列車的動力），以及台灣的E1000型推拉式電車（由兩輛機車負責一推一拉）屬於動力集中式。
目前各國常見的鐵路車輛大多為動力分散式，如中國大陸的和谐号电力动车组、复兴号电力动车组，台灣的高鐵、700T型電聯車、臺鐵電聯車以及全世界大部分的地铁列车同屬於動力分散式。
隨著大容量蓄電池與快速充電的技術進步，一些國家開發出蓄電池式電聯車，例如JR東日本的EV-E301系，可同時行駛於電氣化的東北本線與非電氣化的烏山線，僅需在終點烏山站架設充電用的架空電車線。

## 優缺點

### 優點
- 與電力機車相比：
  - 電聯車在兩端都有司機室，節省調車時間，同時亦減少車務人員的工作及提高安全。
  - 電聯車的重量放置在帶動力的車輪上，在爬坡路段動能效率高，動力軸對輪軌黏著力及載重亦較少，因為有較多的牽引電機，所以再生制動能力良好[9]。

- 與柴聯車相比：
  - 在高使用量的路線，經營成本比柴油車低。
  - 降低鐵路沿線的噪音與空氣污染。

### 缺點
- 與電力機車相比：
  - 編組內的各個車廂均有特定功能，編組方式必須固定，比如4節或8節車廂為一固定編組，調度上不及非固定編組的動力集中式靈活。
  - 若固定編組內其中一輛車因事故而受損或報廢，整組列車較大機會停用。

- 與柴聯車相比：
  - 鐵路電氣化，投資與維護成本比柴油車高，不利於使用量低的鐵路路線。只行走柴聯車的路線通常選擇不電氣化。

## 相關車輛

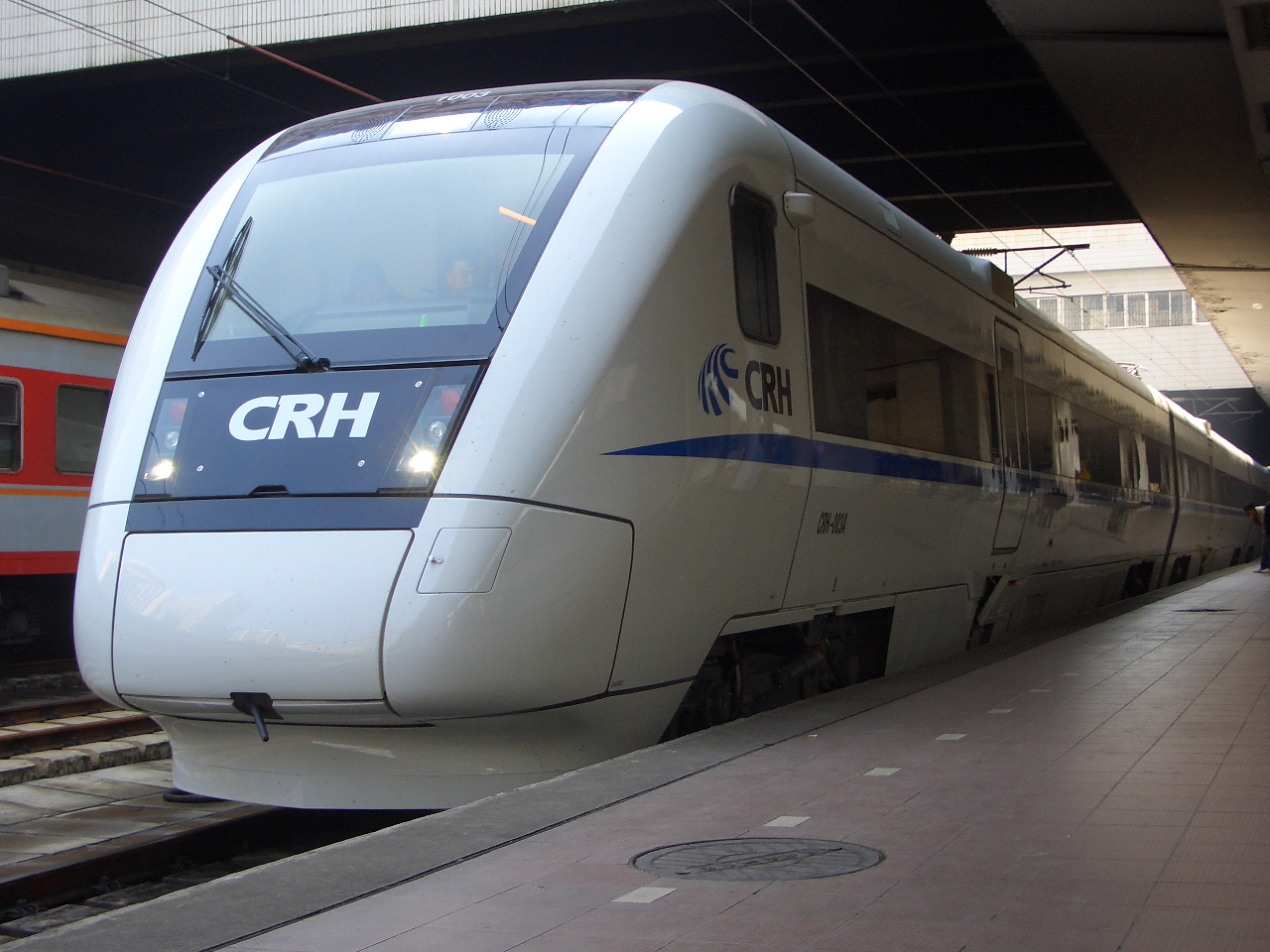
2007年投入服務的CRH1型，採用動力分散式
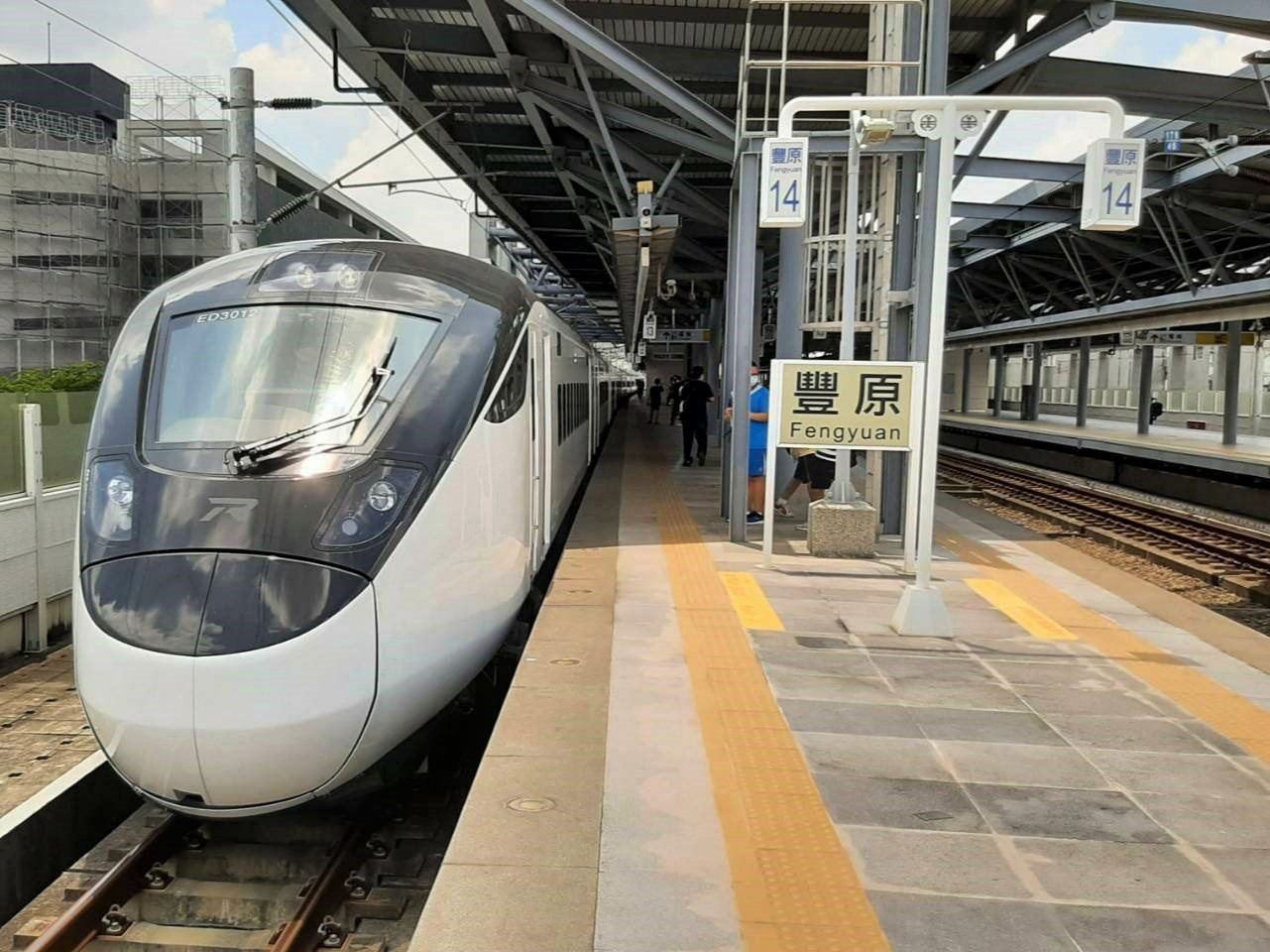
自強號的最新車型EMU3000於豐原
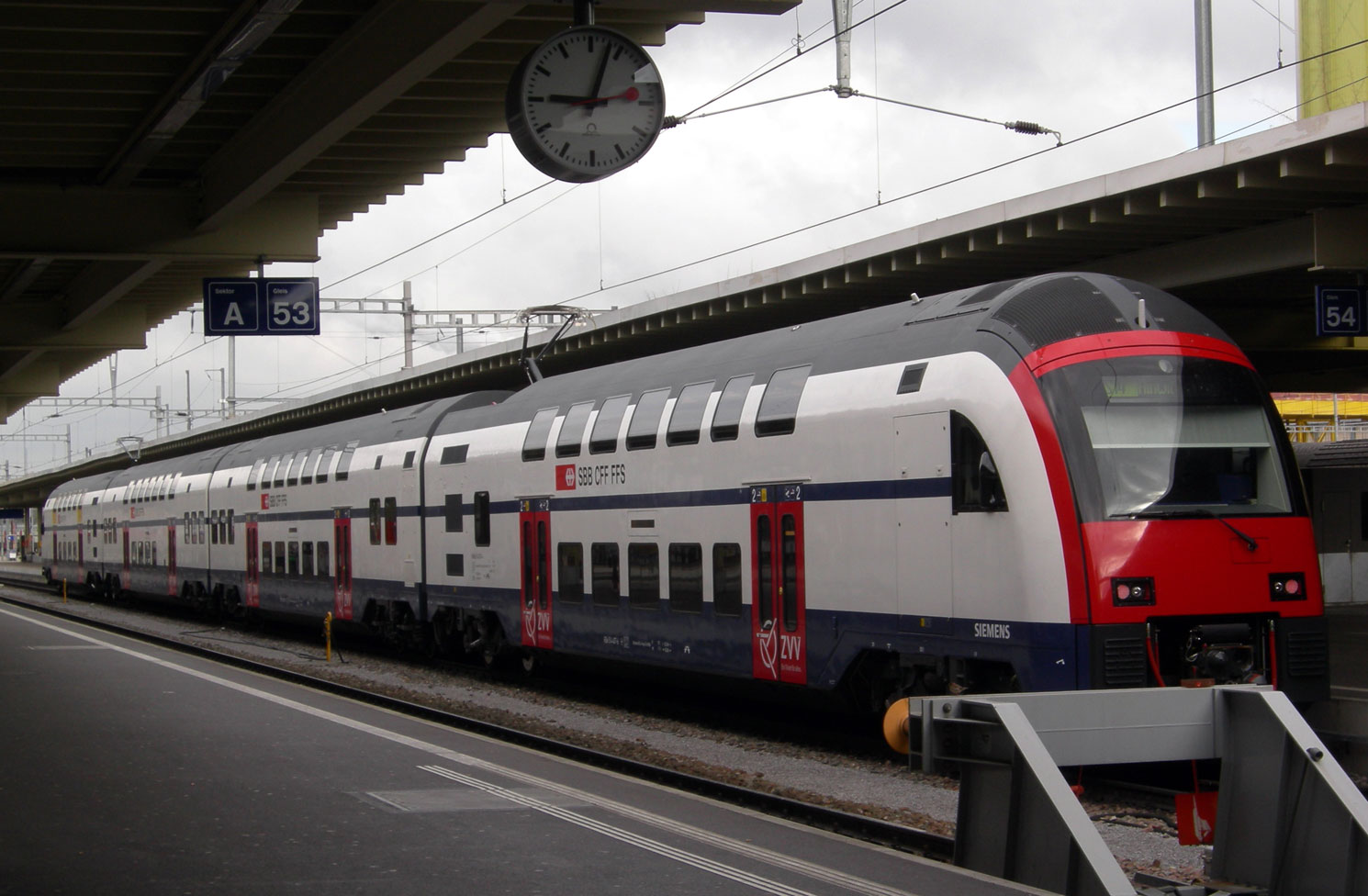
瑞士RABe 514電聯車
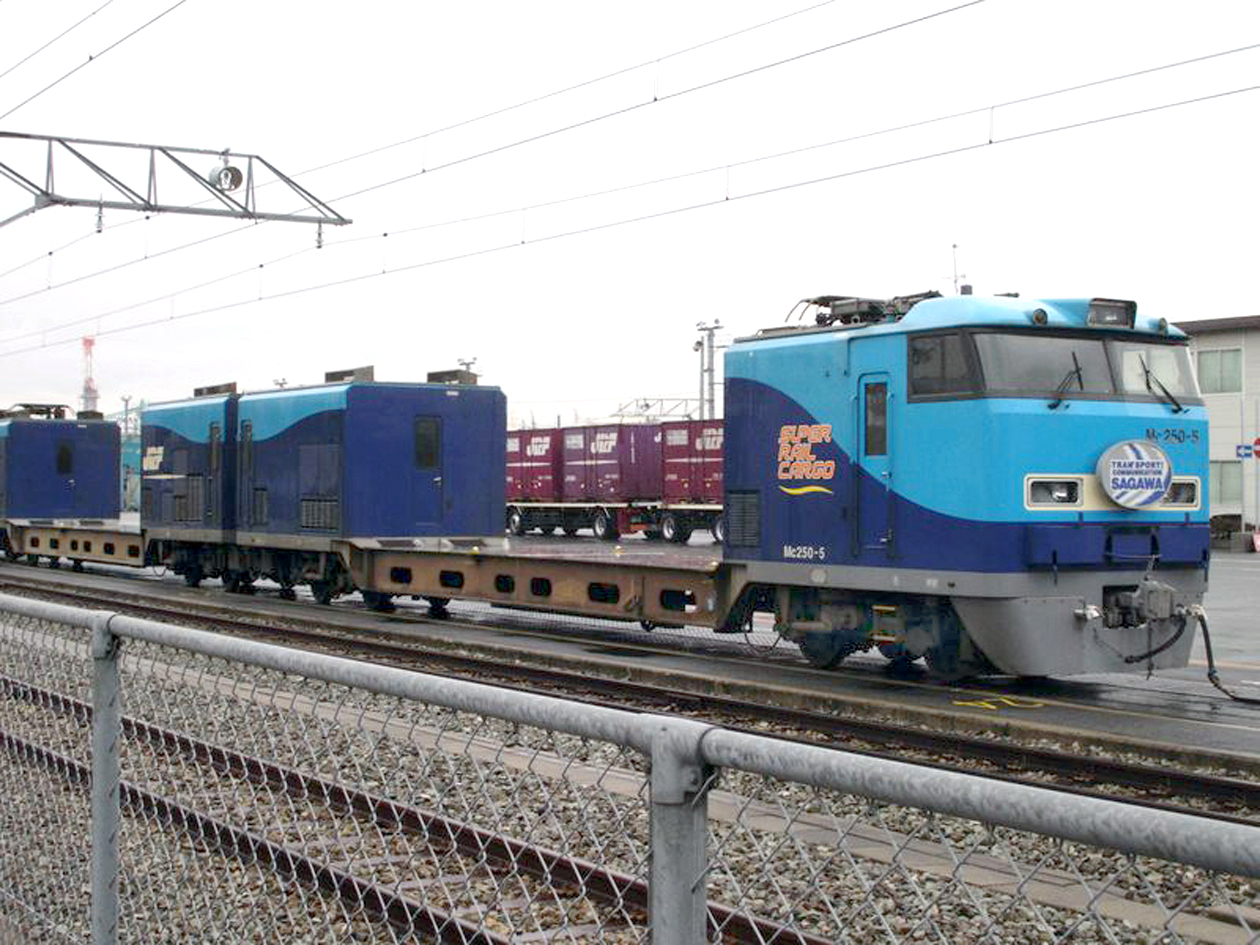
貨物電聯車 JR貨物M250系 （空車狀態）
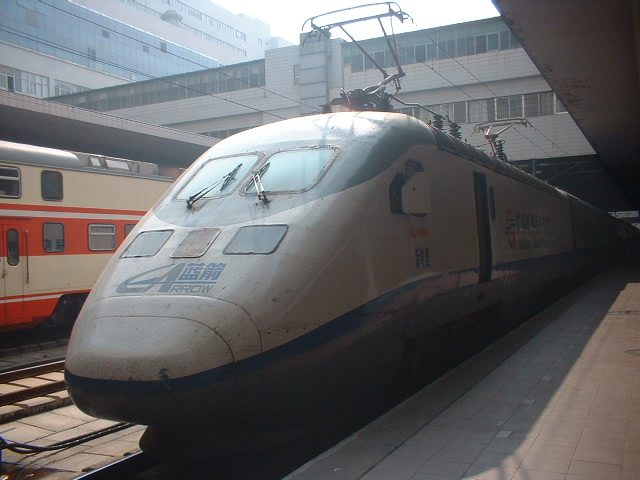
中國大陸的藍箭電聯車